# 司榮彬
司榮彬（1967年—），原為山东省青岛市的房地產開發商，因為亞洲電視債務問題違約而被頒令破產。

## 簡介
司荣彬曾任职哈慈集团青岛分公司经理、亚太经济信息杂志社主编、海尔期货经纪有限公司等。

## 爭議

### 被揭內地違法記錄
據大陸財新網記者於2015年9月10日報導，司荣彬在中國大陸有过一些涉案记录：2003年8月，司涉嫌伪造公司印章及法人代表签字，将公司备款在银行质押贷款770万元，曾遭到刑事拘留；2004年7月31日，司又因涉嫌虚假出资，再被刑事拘留。

### 入主亞洲電視
香港政府於2015年4月1日正式宣布亞洲電視免費電視牌照不獲續期，亞洲電視只能廣播至2016年4月1日。然而2015年6月12日，時任亚洲电视执行董事叶家宝在亚视58周年员工盆菜宴上宣布，亚视股东与新投资者已签订买卖合约。叶家宝暂未透露新投资者的身份和投资金额，但承认新投资者购买了原有股东黄炳均约52%的股份，是一个具有实力的新股东。有称接近亚视的人士则透露，本次买家是来自山东的司榮彬财团。2015年9月，亞洲電視股權出現變動，亞視指中國文化傳媒國際控股有限公司向大股東黃炳均購入52%股權，當中逾41%的股份已交易成功，中金未來會投資100億元發展亞視，包括重新申請免費電視牌照，計劃未來6年會投資不少於51億元，作為基本器材變更和增置、節目製作的營運資金，待有關文件準備齊全，便向通訊局正式申請牌照。但其後德勤澄清亞視股權轉讓尚未完成，尚待通訊局批准。
司榮彬入主亞視期間，亞視卻一直都有拖糧的情況。至2015年12月，前亞視執董葉家寶因2014年尾至2015年初期間疏忽或縱容亞視延遲向24名員工發放工資，涉及約113萬元款項，結果被裁定被100項傳票全部罪名成立。12月3日，葉家寶表示，如亞視未能於12月7日前向亞視員工發出11月份薪金，就考慮辭職。結果12月7日亞視仍未向員工發出11月份薪金，當天葉家寶發表網誌公佈，自己已辭去亞視執董、以及亞視董事會代表董事的職務。他指由於股東及投資者在當日法定期限前，仍未注資亞視向全部員工發放11月份薪金，自己不能再「以身試法」，留任執董將面對嚴重法律責任，辭職是「別無選擇」。
直至2016年2月5日，亞視宣佈未能發薪，兩日前曾承諾過為員工爭取發薪的亞視營運總裁馬熙，更在宣佈爭取失敗後辭職，亦有報道指亞視人事部及會計部所有員工已離職。同日，前亞視主要投資者王征發表聲明，指鑑於新投資者未能履行義務，為避免混亂局面持續，他作為主要債權人，已在下午向高等法院遞交亞視清盤申請。清盤案在亞視停播後仍在審理中（案件編號：HCCW39/2016）。
2017年4月24日，香港高等法院正式批准撤銷德勤的亞視臨時清盤人身份，亞視將交由星鉑企業接管。

### 2016年3月亞視提前停播傳聞
2016年2月29日，亞視臨時清盤人德勤公開表示，亞視只餘下廿萬現金，不夠營運至4月1日，決定解散所有員工，亞視即將停播。司榮彬入稟法庭，阻止德勤的行動，並在網上展示一千萬現金的照片。3月3日，法庭指各方未能達成共識，無法阻止德勤的行動；德勤宣佈翌日早上亞視將會停播，亦回覆記者指司榮彬「不要說一千萬，連八百萬營運費用都拿不出來」。
3月4日清晨5時，司榮彬再向亞視員工發短訊，呼籲他們「千萬別收德勤解僱信，靜候司總的好消息。」又指會繼續無償注資1000萬元資金。當天早上11時半，亞視股東在亞視舉行記者會，代表何子慧更指摘德勤沒有盡其專業操守，「粗暴要求當晚電視屏幕飄雪花」。其後打開一個手提，聲稱喼內有500萬現金，以及司榮彬簽署的500萬支票。但有記者行李篋左下方底部的紙幣是紅色，而非篋面展示的金橙色1,000元紙幣。最終投資者中國文化傳媒，與臨時清盤人德勤在晚上達成有條件協議，並獲高等法院接納，同意向亞視提供八百萬港元資金，其中三百萬要以現金，於3月5日及7日前向德勤支付，另外五百萬元就以兩份銀行保證書，於同月11日及31日向德勤支付。。3月5日，亞視在完成遣散原有400名員工後，重新以新合約聘請回約160個員工以維持基本運作。新合約聘用期為3月5日至4月1日，指明員工可即時獲中國文化傳媒發放3月份薪金，並且最遲可於3月31日再獲發一筆相同金額作為獎金及加班津貼，但於4月2日前不能向亞視及臨時消盤人追討之前的欠薪，只能向破產欠薪保障基金申請賠償。

### 亞視停播後被控欠薪罪成
亞洲電視在2016年4月2日凌晨正式停播後，欠薪問題仍未解決。2016年6月28日，亞視及其新投資者兼董事司榮彬被票控101項傳票，涉及拖欠共33位員工的薪金，案件於6月28日沙田裁判法院提堂。臨時清盤人德勤的法律代表，在庭上代亞視承認共57項欠薪傳票，董事司榮彬否認其餘44項欠薪傳票。針對亞視違反《僱傭條例》，勞工處指在2015年11月至2016年2月，亞視合共拖欠33名員工的薪金以及沒有在僱傭合約結束後7日內盡快支付欠薪。
2017年4月13日，沙田法院裁定司榮彬全部44項欠薪罪成，押後至5月4日判刑。裁判官指，司榮彬明知亞視嚴重負債達20億元，仍然反對清盤和沒有適時停止營運，未有盡董事責任確保員工獲准時發薪，司作為董事，有個人的嚴重疏忽，遂裁定他全部44項欠薪罪成。最終司榮彬被判罰23.8萬元。（案件編號：STS3999-STS4085/2016）

### 亞視債權人身份被取代
2016年8月1日，香港《信報財經新聞》披露司榮彬靠借貸投資亞視，由於其欠債逾期不還，令亞視債權人身份被債主協盛協豐取代。報道指，協盛協豐於2016年7月29日公布，司榮彬未有如期支付首筆941.4萬元貸款利息，已構成違約。由於司榮彬以抵押旗下中國文化傳媒國際全部股份進行貸款，因此協盛協豐已取代司榮彬處理有關收購亞視的若干股權及債務事宜。根據司榮彬早前與協盛協豐訂立的貸款協議，司一方抵押中國文化傳媒國際全部股份，以年利率12厘貸款3億元，以用作收購亞視債務。貸款提取日起計，每3個月支付利息，第一筆941.4萬元利息已於7月27日到期。協議列明，若任何到期款項逾期未付，則構成違約事項。同時協盛協豐一方亦表示，會繼續挽救亞視，包括收購其債務及控股權，以及在適當時進行計劃安排。在執行上述計劃後，將會進一步評估亞視的業務。

### 被申請破產
2016年11月，中國創新投資(1217)入稟高院申請司榮彬破產。司榮彬旗下中國文化傳媒國際控股有限公司於2015年11月與中國創新投資簽訂諒解備忘錄，中國文化傳媒會向中國創新投資出售亞視部份節目版權及4間公司的權益，但中國文化傳媒未能提供財務資料予買方審閱，導致協議告吹。中國創新投資於2016年2月要求中國文化傳媒國際退還1,500萬元的誠意金。中國文化傳媒於2016年4月被中國創新投資提出清盤，並在2016年5月份獲英屬處女島法院頒令清盤。
2017年3月6日，主審法官認為司榮彬沒有充分理據支持撤銷裁決申請，頒令司榮彬破產。（案件編號：HCB 7910/2016）

## 外部連結
- 百度百科：司榮彬